# ژان-کلود دسیه
ژان-کلود دسیه (فرانسوی: Jean-Claude Désir‎؛ زادهٔ ۸ اوت ۱۹۴۶) بازیکن فوتبال اهل هائیتی بود.
وی همچنین در تیم ملی فوتبال هائیتی بازی کرده‌است.